# Vladimir Stojčev
Vladimir Dimitrov Stojčev (in bulgaro Владимир Димитров Стойчев?; Sofia, 24 marzo 1892 – Sofia, 27 aprile 1990) è stato un generale e dirigente sportivo bulgaro.
Vladimir Stojčev è stato un politico, militare con il grado di colonnello generale e presidente del Comitato Olimpico Bulgaro per 30 anni e membro del Comitato Olimpico Internazionale.
Suo nonno materno fu sindaco di Sarajevo. Ha preso parte alle due guerre balcaniche e alle due guerre mondiali. Tra le due guerre fu addetto militare bulgaro a Parigi e Londra.
Licenziato dall'esercito bulgaro per un tentativo di colpo di stato militare nel 1935, dopo che la Bulgaria si unì agli alleati, fu richiamato in servizio e comandò l'esercito bulgaro durante l'offensiva di Vienna.
È stato l'unico generale straniero a partecipare alla parata della vittoria di Mosca del 1945 su invito personale di Iosif Stalin. È stato il primo rappresentante della Bulgaria all'ONU.
Cavaliere di tutti gli alti ordini militari sovietici.